# Meridià 115 a l'oest
El meridià 115 a l'oest de Greenwich és una línia de longitud que s'estén des del pol Nord travessant l'oceà Àrtic, Amèrica del Nord, el Golf de Mèxic, l'oceà Pacífic, l'oceà Antàrtic, i l'Antàrtida fins al pol Sud.
El meridià 115 a l'oest forma un cercle màxim amb el meridià 65 a l'est. Com tots els altres meridians, la seva longitud correspon a una semicircumferència terrestre, uns 20.003,932 km. Al nivell de l'Equador, és a una distància del meridià de Greenwich de 12.802 km.
Entre l'equador i el paral·lel 60° sud forma la frontera oriental de la Zona lliure d'armes nuclear del Pacífic Sud i la frontera occidental de la Zona lliure d'armes nuclears d'Amèrica Llatina.

## De Pol a Pol
Començant en el pol Nord i dirigint-se cap al pol Sud, aquest meridià travessa:
| Coordenades                               | País, territori o mar     | Notes |
| ----------------------------------------- | ------------------------- | --- |
| 90° 0′ N, 115° 0′ O / 90.000°N,115.000°O  | Oceà Àrtic                | |
| 77° 58′ N, 115° 0′ O / 77.967°N,115.000°O | Canadà                    | Territoris del Nord-oest — Illa Brock |
| 77° 55′ N, 115° 0′ O / 77.917°N,115.000°O | Estret de Ballantyne      | |
| 77° 19′ N, 115° 0′ O / 77.317°N,115.000°O | Cos d'aigua sense nom     | Passa a l'oest de l'illa Emerald, Territoris del Nord-oest, Canadà (at 76° 47′ N, 114° 50′ O / 76.783°N,114.833°O) |
| 76° 28′ N, 115° 0′ O / 76.467°N,115.000°O | Canadà                    | Territoris del Nord-oest — illa de Melville |
| 74° 58′ N, 115° 0′ O / 74.967°N,115.000°O | Estret de McClure         | |
| 73° 18′ N, 115° 0′ O / 73.300°N,115.000°O | Canadà                    | Territoris del Nord-oest — Illa Victòria |
| 70° 36′ N, 115° 0′ O / 70.600°N,115.000°O | Prince Albert Sound       | |
| 70° 17′ N, 115° 0′ O / 70.283°N,115.000°O | Canadà                    | Territoris del Nord-oest — Illa Victòria Nunavut — des de 70° 0′ N, 115° 0′ O / 70.000°N,115.000°O a Illa Victòria |
| 68° 52′ N, 115° 0′ O / 68.867°N,115.000°O | Estret de Dolphin i Union | |
| 70° 17′ N, 115° 0′ O / 70.283°N,115.000°O | Canadà                    | Nunavut — continent |
| 68° 10′ N, 115° 0′ O / 68.167°N,115.000°O | Golf de la Coronació      | |
| 67° 48′ N, 115° 0′ O / 67.800°N,115.000°O | Canadà                    | Nunavut Territoris del Nord-oest — des de 66° 16′ N, 115° 0′ O / 66.267°N,115.000°O, travessa el Gran Llac de l'Esclau Alberta — des de 60° 0′ N, 115° 0′ O / 60.000°N,115.000°O Colúmbia Britànica — des de 50° 34′ N, 115° 0′ O / 50.567°N,115.000°O                                                  |
| 49° 0′ N, 115° 0′ O / 49.000°N,115.000°O  | Estats Units              | Montana Idaho — des de 46° 58′ N, 115° 0′ O / 46.967°N,115.000°O Nevada — des de 42° 0′ N, 115° 0′ O / 42.000°N,115.000°O, passa a l'est de Las Vegas a 36° 10′ N, 115° 8′ O / 36.167°N,115.133°O Califòrnia — des de 35° 17′ N, 115° 0′ O / 35.283°N,115.000°O                                         |
| 32° 42′ N, 115° 0′ O / 32.700°N,115.000°O | Mèxic                     | Baixa Califòrnia Sonora — per uns 12 km des de 32° 18′ N, 115° 0′ O / 32.300°N,115.000°O Baixa Califòrnia — des de 32° 11′ N, 115° 0′ O / 32.183°N,115.000°O Sonora — per uns 2 km des de 31° 59′ N, 115° 0′ O / 31.983°N,115.000°O Baixa Califòrnia — des de 31° 56′ N, 115° 0′ O / 31.933°N,115.000°O |
| 29° 23′ N, 115° 0′ O / 29.383°N,115.000°O | Oceà Pacífic              | Badia de Sebastián Vizcaíno, passa a l'est de l'illa Cedros, Mèxic a 38° 10′ N, 115° 9′ O / 38.167°N,115.150°O |
| 27° 50′ N, 115° 0′ O / 27.833°N,115.000°O | Mèxic                     | Baixa Califòrnia Sud |
| 27° 43′ N, 115° 0′ O / 27.717°N,115.000°O | Oceà Pacífic              | Passa a l'oest de l'illa Clarión, Mèxic a 18° 21′ N, 114° 47′ O / 18.350°N,114.783°O |
| 60° 0′ S, 115° 0′ O / 60.000°S,115.000°O  | Oceà Antàrtic             | |
| 74° 2′ S, 115° 0′ O / 74.033°S,115.000°O  | Antàrtida                 | Territori no reclamat |